# Trinity Loren
Joyce Evelyn McPherson, más tarde por un cambio de nombre legal, Roxanne McPherson, si bien más conocida por su nombre artístico Trinity Loren (San Diego, California; 21 de agosto de 1964 - Burbank, California; 24 de octubre de 1998), fue una popular actriz pornográfica, modelo erótica y estríper estadounidense activa en los años 80 y la década de 1990.

### Carrera como modelo
Comenzó su carrera artística a mediados de los años 80, posaba como modelo para revistas para caballeros. Fue bien recibida y de inmediato alcanzó popularidad debido al tamaño de sus pechos, 38E, aspecto que la caracterizó mucho en aquel momento, debido a que era poco implementada la mamoplastia y los senos de Loren eran naturales. Es también recordada por su complexión un tanto robusta y cuerpo voluptuoso.

### Debut pornográfico
Debutó en el mundo del porno a fines de 1985. Sus películas se especializaron en la felación y la sodomía. Así como en escenas softcore lésbicas, aunque ella siempre se declaró heterosexual fuera de las cámaras.
Fue una de las primeras actrices en efectuar escenas de lactancia erótica y maieusiofilia, dado que el Pregant era considerado un fetiche tabú.

### Vida personal
Sufrió a lo largo de su vida de periodos de depresión recurrentes que intentó minimizar con el auge de su carrera. Estuvo casada por un corto tiempo con el también actor pornográfico Barry Woods ("Shane Hunter") con quien procreó una hija llamada Tess; nacida en 1990.
El matrimonio culminó en divorcio y ambos entraron en litigio por la custodia de la niña, perdiendo Trinity la patria potestad de su hija. Tras estos hechos se asentó en california para estar cerca de la misma.

### Retiro y últimos años
Se retiró de los films pornográficos a principios de los años 90, por temor a contraer VIH. A pesar de esto se mantuvo dentro de la industria, posando de nuevo desnuda en revistas para adultos.
Loren padecía también una fuerte adicción a las drogas y se vio obligada a internarse en una clínica con el objetivo de desintoxicarse. Posteriormente, trabajó en su libro autobiográfico, que nunca terminó de escribir debido a su prematura muerte.

### Muerte
El 24 de octubre de 1998 fue hallada sin vida en su departamento, a sus 34 años de edad. El dictamen oficial señaló que murió a causa de una sobredosis de analgésicos que le habían recetado. Por tanto, se especuló la posibilidad de que se hubiera suicidado. Sin embargo, Joe Gallan, director, y amigo cercano, afirmó que su muerte fue provocada por un aneurisma cerebral, como posible consecuencia de las drogas. Si bien su deceso nunca se esclareció en su totalidad. Sus restos descansan en el Cementerio Oakwood Memorial Park.